# Calhoun County (Michigan)
Calhoun County je okres v jižní části státu Michigan v USA. K roku 2010 zde žilo 136 146 obyvatel. Správním městem okresu je Marshall, největším městem je Battle Creek. Celková rozloha okresu činí 1 861 km².

## Sousední okresy
| Růžice kompasu | Barry County      | Eaton County              |                  | Růžice kompasu |
| Růžice kompasu | Kalamazoo County  | Sever                     | Jackson County   | Růžice kompasu |
| Růžice kompasu | Kalamazoo County  | Calhoun County (Michigan) | Jackson County   | Růžice kompasu |
| Růžice kompasu | Kalamazoo County  | Jih                       | Jackson County   | Růžice kompasu |
| Růžice kompasu | St. Joseph County | Branch County             | Hillsdale County | Růžice kompasu |